# Barbara Rost
Barbara Rost (* 1939 in Dresden; † 1975) war eine deutsche Schauspielerin.

## Leben
Barbara Rost wurde durch die 1955 von Robert Siodmak inszenierte Gerhart-Hauptmann-Verfilmung Die Ratten bekannt, in der sie die frühreife Berliner Göre Selma Knobbe spielte. Noch im selben Jahr war sie als Filmtochter von Grethe Weiser in der Komödie Meine Kinder und ich zu sehen. 1956 arbeitete sie erneut mit Siodmak zusammen, der sie in Mein Vater, der Schauspieler mit einer Nebenrolle bedachte. Nach der DEFA-Produktion Zwischenfall in Benderath beendete Rost ihre nur zwei Jahre währende Filmkarriere und heiratete 1958 den Gastronomen Richard Arndt.

## Filmografie
- 1955: Die Ratten
- 1955: Meine Kinder und ich
- 1956: Ein Herz bleibt allein
- 1956: Mein Vater, der Schauspieler
- 1956: Von zwölf bis zwölf (Fernsehfilm)
- 1956: Zwischenfall in Benderath